# NaturaSì
EcorNaturaSì S.p.A. è una società italiana specializzata nella produzione e vendita di prodotti biologici e biodinamici, fondata nel 1985 dalla Libera Associazione Rudolf Steiner, oggi Libera Fondazione Antroposofica Rudolf Steiner; dal 2014 al 2020 il 26,07% della società è stato in mano a Renzo Rosso, proprietario di Diesel.
A fine 2019, EcorNaturaSì contava 289 punti vendita con insegna NaturaSì su tutto il territorio italiano; dal 2020 vengono assimilati altri 19 punti vendita, grazie l'acquisizione dell'azienda Piacere Terra.
Nel settembre 2021 l'azienda ha dichiarato che, in vista dell'entrata in vigore della legge che obbligava i lavoratori all'esibizione del Green Pass per l'ingresso nei luoghi di lavoro, avrebbe pagato ai suoi dipendenti non vaccinati parte dei costi per effettuare i tamponi necessari all'ottenimento del certificato; ciò l'ha resa la prima azienda in Italia a farlo, con un costo stimato dal Corriere della Sera di €330 fino alla fine dell'anno.
Nel febbraio del 2022 sono stati messi in cassa integrazione i dipendenti dei magazzini della catena del Nord Italia, per un totale di 392 persone, mentre nell'ottobre dello stesso anno l'azienda ha ottenuto da UniCredit più Banca Nazionale del Lavoro e da Intesa Sanpaolo due prestiti, per un totale di 60 milioni di euro, per rimodulare il debito pregresso verso le banche, che superava i 70 milioni di euro nel 2021.
Nel 2023 ha avviato una campagna di prestiti obbligazionari rivolta ai propri consumatori, finanziando con essa iniziative di agricoltura biologica ed agricoltura biodinamica sul territorio italiano; i sottoscrittori otterranno come rimborso non denaro ma cibo.